# Čarodějky (seriál)
Čarodějky (v anglickém originále Charmed) jsou americký dramatický televizní seriál, jehož autorkou je Constance M. Burge. Premiérově byl vysílán v letech 1998–2006 na stanici The WB. Celkově bylo natočeno 178 dílů v osmi řadách. V roce 2018 vznikl televizní reboot, seriál Charmed.

## Příběh
Phoebe Halliwellová se vrací z New Yorku do San Franciska, do rodinného domu za svými dvěma sestrami Prue a Piper. Na půdě najde Phoebe knihu, o které si myslí, že jde o fikci. Přečte z ní úvodní text, kterým ale aktivuje magické schopnosti všech tří sester, tzv. Moc tří. Dívky jsou totiž mocnými čarodějkami, které jsou předurčeny chránit lidi a svět před démony, černokněžníky a dalšími zlými bytostmi. Sestry zjistí, že každá z nich disponuje jedinečnými schopnostmi. Nejstarší Prue ovládá telekinezi, Piper, prostřední ze sester, dokáže „zmrazit“ v čase lidi a předměty., zatímco nejmladší Phoebe ovládá schopnost vidění do budoucnosti. Sestrám začne pomáhat světlonoš Leo, který je jejich patronem a ochráncem a za kterého se později Piper provdá. K dispozici mají Knihu stínů, plnou zaklínadel, návodů na lektvary a popisů zlých bytostí, kterou zdědily po svých předkyních z dlouhé linie čarodějek. Na konci třetí řady je Prue zabita, objeví se však polorodá sestra Paige, díky níž je síla čarodějek obnovena. V poslední, osmé sérii, se sestry schovávají před světem, protože už nechtějí být čarodějkami, ovšem osud je přivede zpět. Setkají se s mladou čarodějkou Billie, která zoufale hledá svoji sestru.

## Obsazení
- Shannen Doherty (český dabing: Barbora Munzarová [1. řada], René Slováčková [2.–3. řada]) jako Prue Halliwellová (1.–3. řada)
- Holly Marie Combs (český dabing: Tereza Chudobová [1.–3. řada], Jitka Moučková [4.–8. řada]) jako Piper Halliwellová
- T. W. King (český dabing: Otakar Brousek ml.) jako Andy Trudeau (1. řada)
- Dorian Gregory (český dabing: Jan Vondráček [1. řada], Jiří Schwarz [2.–7. řada]) jako Darryl Morris (1.–7. řada)
- Alyssa Milano (český dabing: Kateřina Lojdová [1.–4. řada], Tereza Chudobová [5.–8. řada]) jako Phoebe Halliwellová
- Greg Vaughan (český dabing: Svatopluk Schuller) jako Dan Gordon (2. řada)
- Karis Paige Bryant (český dabing: Anna Suchánková) jako Jenny Gordonová (2. řada)
- Brian Krause (český dabing: Petr Gelnar [1. řada], Marek Libert [2.–8. řada]) jako Leo Wyatt (2.–8. řada, jako host v 1. řadě)
- Julian McMahon (český dabing: Ladislav Cigánek [3.–5. řada], Libor Hruška [7. řada]) jako Cole Turner (3.–5. řada, jako host v 7. řadě)
- Rose McGowan (český dabing: Hana Ševčíková) jako Paige Matthewsová (4.–8. řada)
- Drew Fuller (český dabing: Filip Jančík [5.–6. řada], Ivo Novák [7. řada], Martin Kubačák [8. řada]) jako Chris Halliwell (6. řada, jako host v 5., 7. a 8. řadě)
- Kaley Cuoco (český dabing: Anna Remková) jako Billie Jenkinsová (8. řada)

## Vysílání
| Řada | Díly | Premiéra v USA | Premiéra v USA  | Premiéra v ČR     | Premiéra v ČR    |
| Řada | Díly | První díl      | Poslední díl    | První díl         | Poslední díl     |
| ---- | ---- | -------------- | --------------- | ----------------- | ---------------- |
| 1    | 22   | 7. října 1998  | 26. května 1999 | 9. září 2000      | 1. prosince 2000 |
| 2    | 22   | 30. září 1999  | 18. května 2000 | 23. srpna 2002    | 26. září 2002    |
| 3    | 22   | 5. října 2000  | 17. května 2001 | 15. dubna 2004    | 14. května 2004  |
| 4    | 22   | 4. října 2001  | 16. května 2002 | 17. května 2004   | 15. června 2004  |
| 5    | 23   | 22. září 2002  | 11. května 2003 | 5. listopadu 2004 | 8. prosince 2004 |
| 6    | 23   | 28. září 2003  | 16. května 2004 | 9. prosince 2004  | 19. ledna 2005   |
| 7    | 22   | 12. září 2004  | 22. května 2005 | 18. prosince 2007 | 25. ledna 2008   |
| 8    | 22   | 25. září 2005  | 21. května 2006 | 28. ledna 2008    | 26. února 2008   |

První řada byla v Česku poprvé vysílána na TV Nova v roce 2000. Druhou až pátou řada seriálu uvedla premiérově TV Prima mezi lety 2002 a 2005. Poslední dvě série byly poprvé odvysílány na TV Nova v letech 2007 a 2008.